# Второстепенные персонажи романов о Штирлице
Список второстепенных персонажей романов о Всеволоде Владимирове (Максиме Исаеве, Штирлице), написанных заслуженным деятелем искусств, лауреатом Государственной премии РСФСР Юлианом Семёновым. В представленном списке все персонажи разбиты на две категории — вымышленные и реально существовавшие, обе разбиты на подкатегории по национальностям — русские, американцы, англичане, испанцы и немцы. В каждой подкатегории персонажи расставлены в алфавитном порядке. В списке упомянуты персонажи, появившиеся минимум в двух книгах о Штирлице, как в повествовании, так и в воспоминаниях Штирлица, также оставлены персонажи, появлявшиеся в популярном телесериале «Семнадцать мгновений весны».

## Значение для мировой детективной литературы
В контексте разговора о персонажах романов Юлиана Семёнова небезынтересно привести строки из письма Жоржа Сименона, которому Семёнов при встрече подарил переводное издание одной из своих книг о Штирлице:
Количество персонажей, их человеческая жизненность произвели на меня огромное впечатление. Я вынужден был вновь взглянуть на титульный лист, чтобы удостовериться, что там стоит слово „роман“, — настолько жизненно произведение. Я, который никогда не мог создать ничего, кроме коротких историй с всего несколькими персонажами, был приятно поражён этой книгой, увлекающей читателя так, что он не может оторваться от неё ни на одну ночь, пока не прочтёт до конца.Жорж Сименон
По мнению литературного и кинокритика Владимира Березина, в «Семнадцати мгновениях» все персонажи архетипичны: Шелленберг как версия Мюллера, Мюллер как версия Шелленберга, радистка и Холтофф, чья главная функция — подставить голову, и среди них — Плейшнер как кажущаяся трагическая версия пастора Шлага. И над всем этим кукловод Штирлиц, будто могущественный Кристофер Робин. Как заметил в интервью журналу «Огонёк» Сергей Урсуляк — режиссёр сериала 2009 года о приключениях молодого Максима Исаева, — герои Семёнова умны и обаятельны.
Советский и российский литературный критик Лев Аннинский отмечает, что концепция человека у Юлиана Семёнова, на первый взгляд, противоположна той жертвенности, которую проповедовали иные его коллеги. Здесь не мучаются гамлетовским вопросом: кому ты нужен? Семёновские герои — «люди категорического склада характера», они знают, чего они хотят. Здесь не изъявляют покорной готовности «раствориться» во имя будущего. Тут предпочитают быть сильными. «Сильный мужчина» — вот герой Семёнова. «Сильный мужчина может дать пощёчину за дело, но он никогда не обидит…», — думает о герое его подруга. По мнению Аннинского, герои здесь не готовятся умилённо лечь под кувалду судьбы — здесь готовятся взять судьбу в свои руки: «Самое главное — уверенно желать. Только тогда сбывается желаемое… Человек всегда должен знать, что всё будет так, как он задумал…» Кем-кем, а покорным винтиком, «издержкой производства», рабом судьбы Семёновского героя не назовёшь. Это — хозяин жизни, хозяин уверенный, из тех, чью психологию в прошлом веке определяли как наполеоновский комплекс.

## Литературные, кинематографические и анекдотические персонажи
В фильме Татьяны Лиозновой «Семнадцать мгновений весны» персонажи были показаны в предельно ясном свете: здесь наши (Штирлиц, радистка Кэт, пастор Шлаг, профессор Плейшнер), там — враги (гестапо, ведомство Шелленберга, Борман и нацистская партия, вообще фашисты). Это почти линейная схема, как считает обозреватель «Комсомольской правды» Анна Велигжанина, но для военно-приключенческо-шпионского фильма вполне достаточная. И дело тут даже не в особенностях актёрской игры, а как раз в точности исторического контекста.
Возвращаясь к Максиму Исаеву в молодые годы, до того, как он стал Максом Отто фон Штирлицем, следует упомянуть и о персонажах других произведений о разведчике Исаеве. Как отмечает обозреватель «Комсомольской правды» Оксана Кальнина, в романах «Бриллианты для диктатуры пролетариата», «Пароль не нужен» и ряде других произведений читатель быстро отвлекается от однозначности оценок — настолько захватывает сюжет. Постепенно «краснота» или «белизна» персонажей отходит на второй план. А вперёд выступают вполне общечеловеческие мотивы, которые движут героями. Любовь к близким и родине, ненависть к врагам, боязнь за свою жизнь и прочие. Но такими персонажи показаны в книге. В последней киноадаптации — сериале Сергея Урсуляка «Исаев» — акценты совсем другие. С первых минут фильма становится ясно: настоящие герои — на стороне белых. Белые офицеры перед расстрелом ведут себя с честью и достоинством. А красные босяки куражатся над беззащитными пленными, а оплеуха приводит их предводителя в состояние жалкой бабской истерики. Следователь ВЧК Будников, в книге — истинный профессионал, действующий не в лоб, а умно и тонко, — в фильме показан настоящим солдафоном, умеющим только держать и не пущать. Тем не менее с развитием сюжета всё усложняется: среди «красных» много умных и симпатичных персонажей, а бывшие белые занимаются бандитизмом и ностальгией. Во второй половине сериала («Пароль не нужен») делается акцент на ум и талант Блюхера и Постышева, из-за чего множество царских офицеров переходит на сторону красных.
Отдельно следует упомянуть воплощение персонажей в советских анекдотах. Как отмечает Юрий Гладильщиков, сотрудник отдела искусств журнала «Итоги», анекдоты о том, какого цвета трусы у Мюллера, стали циркулировать в народе вместе с выходом сериала не в последнюю очередь благодаря игре прославленных советских актёров. В итоге Мюллер известен российской аудитории больше как персонаж анекдотов про Штирлица, чем как реальная личность.

## Вымышленные

### Немцы
Ольга Семёнова, дочь писателя, обращает внимание поклонников творчества Юлиана Семёнова на то, что в романе «Семнадцать мгновений весны», возможно впервые со времён войны, немецкий генералитет не был выставлен как сборище кретинов. Многих из них Семёнов описал как людей умных, образованных и способных порой на добрые поступки.
Как отмечает культурный обозреватель Владимир Шухмин, во многом именно благодаря таким кинематографическим персонажам как Айсман (Леонид Куравлёв) и Шелленберг (Олег Табаков) немцы перестали восприниматься как жупел, как «мировые волки», а напротив, оказались «своими» и в целом способствовали росту интернационализма на отдельно взятой 1/6 суши. И Мюллеру (Леонид Броневой), и Шелленбергу искренне сопереживали. Они не воспринимались как фашисты, — пишет Юрий Гладильщиков.

#### Айсман, Курт
Из партийной характеристики члена НСДАП с 1939 года Курта Айсмана, оберштурмбанфюрера СС (IV отдел РСХА): «Истинный ариец. Характер, приближающийся к нордическому, стойкий. С товарищами по работе поддерживает хорошие отношения. Безукоризненно выполняет служебный долг. Беспощаден к врагам рейха. Спортсмен, отмеченный призами на соревнованиях стрелков. Отменный семьянин. Связей, порочащих его, не имел. Отмечен наградами рейхсфюрера СС…»
Айсман (его фамилия в переводе с немецкого означает «ледяной человек») был человеком Мюллера, работал вместе со Штирлицем в Испании в 37-м и поэтому отказался вести его дело в начале 45-го («Семнадцать мгновений весны»). Мюллер нашёл для этой цели Холтоффа, а Айсман занялся делом сам, по собственной инициативе. После войны работал, пройдя денацификацию, в концерне Дорнброка, был одним из приближённых к главе концерна. Арестован Исаевым в самолёте за создание нелегального ядерного оружия, когда попытался взорвать Исаева (Исаев пересел со своего рейса на рейс Айсмана, захватив с собой бомбу, но не сказав, что она уже обезврежена, а Айсман, зная, что самолёт взорвут с земли над границей, дал показания (которые записали на плёнку на земле) и только тогда Исаев дал ему возможность передать по радио, чтобы взрыв «отменили» («Бомба для председателя»).
В фильме «17 мгновений весны» Айсмана сыграл Леонид Куравлёв. В 1997 году в новогоднем музыкальном фильме «Старые песни о главном 3» Леонид Куравлёв своеобразно повторил роль. Основной сюжет строился вокруг продолжения сюжета фильма «Иван Васильевич меняет профессию». По ходу фильма попавший на «Мосфильм» 1970-х Жорж Милославский в исполнении Куравлёва успевает попутно сняться ещё и в роли Айсмана в «17 мгновениях весны».

#### Беккер, Барбара
Из партийной характеристики на члена НСДАП с 1944 года Барбары Беккер, унтершарфюрера СС (IV отдела РСХА): «Истинная арийка. Характер — нордический, стойкий. Безукоризненно выполняет служебный долг. С товарищами по работе ровна и дружелюбна. Спортсменка. Беспощадна к врагам рейха. Незамужняя. В порочащих связях не замечена…»
— Семнадцать мгновений весны
Молодая девушка, самоуверенная и циничная, искренняя сторонница идей национал-социализма. Выполняла надзор за Кэт («17 мгновений весны») вместе с отставным солдатом Гельмутом Кальдером. Не скрывала своих полигамных взглядов. Вместе с гестаповцем Рольфом участвовала в допросе с пристрастием Кэт, за что была убита Гельмутом. В экранизации носит фамилию Крайн; при этом один из доносов на пастора Шлага тоже подписан некой Барбарой Крайн.
В фильме «17 мгновений весны» роль Барбары исполнила Ольга Сошникова.

#### Гаузнер, Густав
Офицер Абвера, майор, завербовавший Кристину Кристиансен.
В 1938 году сопровождал Шелленберга в Италию. Обеспечивал безопасность Гитлера. После войны использован американцами и мафией, чтобы сломать Роумэна. Убит Гуарази, после того как Роумэн задним числом написал обязательство сотрудничать с Гаузнером.

#### Кальдер, Гельмут
Солдат Ваффен СС, раненый на Восточном фронте. Когда он лежал в госпитале, от него ушла жена (по собственным словам — к офицеру люфтваффе, по сведениям гестапо — к торговцу в Мюнхене). Впоследствии был приставлен охранять Кэт на радиоквартире вместе с Барбарой Беккер. Во время допроса Кэт Гельмут застрелил Барбару и следователя гестапо Рольфа, бежал вместе с Кэт с квартиры, похитил свою дочь из приюта, куда её сдала мать. Отвлекая преследователей от Кэт, открыл огонь по машине гестапо и убил сыщика местной полиции по имени Гюнтер, который был старым товарищем Мюллера. Ответным огнём Кальдер был уничтожен. Кэт скрылась со своим сыном и дочерью Гельмута.
В фильме его играет Отто Меллис.

#### Пастор Фриц Шлаг
Пастор, арестованный за антигитлеровскую пропаганду. Его фамилия в переводе с немецкого языка означает «удар». Освобождён Штирлицем для игры Шелленберга («17 мгновений весны»): пастор должен был отправиться в Швейцарию и осуществлять задуманную Шелленбергом «операцию прикрытия» переговоров Вольфа. Он должен был создавать видимость переговоров, входя в контакты с известными пацифистами, а затем погибнуть. Однако Штирлиц скорректировал план. Шлаг в Швейцарии фактически действовал в интересах советской разведки и остался жив. Будучи одним из самых симпатичных персонажей, пастор Шлаг обязан своим существованием критику Льву Аннинскому, зашедшему как-то к Юлиану Семёнову на огонёк, когда тот готовил материал к роману.
Его роль исполняет Ростислав Плятт.

#### Профессор Вернер Плейшнер
Вернер Плейшнер был завербован Штирлицем после смерти старшего брата профессора, главного врача клиники, уролога Карла Плейшнера, который многие годы являлся его помощником в антифашистском движении. Штирлиц принял решение привлечь профессора, так как в связи со смертью Эрвина Кина и исчезновением Кэт у него почти не было каналов связи, кроме пастора Шлага. Штирлиц решил сделать себе запасной канал и для этого дал задание Плейшнеру отправиться в Берн, признавшись, что он является советским разведчиком.
Плейшнеру уже доводилось бывать в концлагере, откуда он вернулся почти сломленный духом. Человек глубоко интеллигентный, бывший проректор Кильского университета, профессор археологии, он плохо ориентируется в обществе и предпочитает сидеть в библиотеке, работать над своими научными трудами. Режим нацистов ему отвратителен, однако он не имеет никакой возможности выражать это. Предупредив Штирлица, что в случае провала он может «не выдержать», Плейшнер всё же без колебаний соглашается сотрудничать с ним. В Берне ему нужно отправить шифрованную телеграмму (с этой частью миссии он справляется успешно) и встретить резидента в явочной квартире. К сожалению, в результате своей оплошности, опьянённый воздухом свободы, Плейшнер не замечает условного сигнала о том, что явочная квартира провалена, и раскрывает себя нацистам (впрочем, Штирлица он при всём этом не выдаёт). Когда он понимает это, то предпочитает покончить с собой, чем снова оказаться в нацистской тюрьме.
Профессора  Вернера Плейшнера и его умершего брата Карла играет Евгений Евстигнеев.

#### Рольф, Юрген
Сотрудник гестапо, подчинённый Мюллера. Разрабатывал дело русской «пианистки» — радистки Кэт. Чтобы получить информацию от Кэт, начал пытать её ребёнка. Убит охранником конспиративной квартиры Гельмутом Кальдером.
Сыгран Алексеем Сафоновым.

#### Холтофф, Вильгельм
Сотрудник гестапо, подчинённый Мюллера. Вёл дело Штирлица, когда его отказался взять Айсман. После войны не проходил денацификацию, а скрылся под фамилией Гельтофф. Стал работать в полиции, одновременно работая на Дорнброка («Бомба для председателя»). Убит, когда выяснилось, что он помогал Штирлицу выследить Айсмана.
Воплощён на экране Константином Желдиным.

### Американцы

#### Кристиансен, Кристина
Жена Пола Роумэна. Была «подсадной уткой», которую люди Гелена подвели Роумэну. Впоследствии он вместе со своим другом полковником Эронимо раскрыл обман и помог ей порвать с гестаповцами. Во время операции по разоблачению нацистов, проводимой Роумэном и Штирлицем, ушла вместе с Элизабет Спарк на яхте в море, чтобы быть вне досягаемости спецслужбами и мафией. Хотя яхта и была обнаружена, о дальнейшей судьбе Кристины ничего не говорится.

#### Роумэн, Пол
Впервые он появляется в книге «Экспансия-I», и с этой же книги работает вместе со Штирлицем в разоблачении скрывающихся нацистов. Вскоре женился на Кристине Кристиансен. Судьба после похищения Мюллера неизвестна.

#### Спарк, Грегори
Друг Роумэна, помогал ему в работе по разоблачению нацистов. Остался добровольно в заложниках в Гаване, в самый ответственный момент — похищение Мюллера. Согласно «Отчаянию», застрелился после гибели семьи, которая погибла из-за срыва операции (Штирлиц был похищен советскими агентами, и звено цепи выпало — Роумэн не смог предать Мюллера правосудию, а люди Даллеса [наверно, помощники адвоката, ведь в эти годы А. Даллес работал адвокатом!] нанесли ответный удар).

«Я пытался найти Вас и Пола повсюду. Я пишу туда, где, быть может, вы сейчас находитесь. После гибели моих детей и жены хочу передать Вам и Полу мое проклятие. Я пишу это за несколько минут до того, как нажму спусковой крючок пистолета. Я проклинаю Вас не как Брунна, а как носителя идеи добра и справедливости. Такой идеи нет, не было и не будет на этой земле. Я прощаю Вам лично то зло, которое Вы мне причинили. Но Вам никогда не будет прощения Божьего. Человек да соразмеряет силы свои! Грегори Спарк»— Отчаяние, письмо М. Брунну

#### Спарк, Элизабет
Жена Грегори Спарка, вместе с Кристиной Кристиансен ушла в море на яхте, чтобы быть вне досягаемости людей Даллеса и мафии, но всё равно погибла.

#### Эр, Джек
После того, как Роумэн представил ему доказательства предательства Макайра, уволился и открыл частное детективное бюро. Убит бывшими коллегами по приказу Фрэнка Визнера.

### Русские

#### Ванюшин, Николай Иванович
Редактор газеты во время переворота во Владивостоке. Дружил с Исаевым, который впоследствии часто вспоминал его. По определению Исаева — жертва эпохи, классический русский интеллигент. Стал много пить, после того, как увидел, что белые не лучше красных. Застрелился, когда Владивосток пал, не пожелав уходить в эмиграцию («Пароль не нужен»).

#### Владимиров, Владимир Александрович
Отец Владимирова-Исаева-Штирлица. По национальности — русский. Профессор права Петербургского университета, уволен за свободомыслие и близость к кругам социал-демократии. Привлечён в революционное движение Георгием Плехановым. Меньшевик, знал Ленина, дружил с Мартовым. Находился в Швейцарии в эмиграции вместе с сыном, после революции вернулись в Россию. В 1921 году отправляется в Сибирь, но погибает там от рук бандитов («Бриллианты для диктатуры пролетариата»). После за границей Владимиров (уже Штирлиц) часто мысленно общался с ним, когда не мог ни с кем поговорить по-русски («Семнадцать мгновений весны», «Экспансия», «Отчаяние»). В экранизациях романа («Бриллианты для диктатуры пролетариата» и «Исаев») Владимирова сыграли соответственно Николай Волков (ст.) и Юрий Соломин.

#### Гаврилина, Александра Ивановна
Жена Исаева, мать Исаева-младшего. Дочь профессора Гаврилина. В 1922 году во Владивостоке вынуждено рассталась со своим мужем, так как Исаев получил задание командования уходить вместе с белогвардейцами в Китай, чтобы в Шанхае получить новую «легенду», превратившись в Макса Отто фон Штирлица. В 30-е — начале 40-х годов проживала со своим сыном Исаевым-младшим в Москве, работая преподавателем. О том, что её муж жив, узнала в 1940 году, тогда же Гаврилиной были переданы награды Исаева-Штирлица: два ордена Ленина и орден Красного Знамени (этот факт упоминается в романе «Майор Вихрь»). После окончания Великой Отечественной войны Гаврилиной сообщили, что её муж и сын погибли. Не выдержав этой страшной вести, Гаврилина стала выпивать, превратившись в алкоголичку. В 1947 году, когда Исаев-Штирлиц был арестован в Южной Америке и перевезён в Москву, им было устроено свидание. После безуспешной попытки некоторых руководителей МГБ использовать Гаврилину в игре против Исаева, Александра Ивановна была расстреляна вместе со своим сыном. Приказ о расстреле Исаевых визировал лично И. В. Сталин. («Отчаяние»).
В фильме «17 мгновений весны» роль исполняет Элеонора Шашкова.

#### Исаев, Александр Максимович (Владимиров, Александр Всеволодович)
Сын Исаева-Штирлица, родился во Владивостоке в 1923 году. Работал в разведке, оперативный псевдоним — Гришанчиков Коля. Был заброшен в Краков в 1944 году («Майор Вихрь»), где первый и единственный раз в жизни встретился с отцом. После войны был арестован, сошёл с ума от пыток. Руководство пыталось использовать его в игре против Исаева (нарезать его фразы и сделать иллюзию телефонного звонка из лагеря с очень большими помехами), но Исаев-старший понял обман. Расстрелян.

### Англичане

#### Сэмел, Майкл
Английский журналист, который напечатал статью о Штирлице, как нацистском преступнике. Потом уже, когда Роумэн представил ему доказательства невиновности Штирлица, изменил свою точку зрения и попытался напечатать статью в защиту последнего. Однако ему помешала сделать это мафия, которая надавила на него («Экспансия»). Судя по размышлениям Штирлица в романе «Отчаяние», Сэмел сумел пережить все приключения, связанные с поиском нацистов:

…Я совершенно один в этом незнакомом мне, новом, неизбывно родном, русском городе, повторил себе Исаев; если бы меня вывезли из тюрьмы в Германии — допусти на миг такое, — я бы знал, к кому мне припасть: тот же пастор Шлаг, актёр из «Эдема» Вольфганг Нойхарт… Господи, стоит только броситься в толпу, проскочить сквозь проходные дворы Берлина, известные мне как пять пальцев, оторваться от этого «Иванова», и я бы исчез, затаился, принял главное решение в жизни и начал бы его исподволь осуществлять… И в Лондоне я бы нашёл Майкла, того славного журналиста, который прилетел с Роумэном в аргентинскую Севилью, и в штатах — Грегори Спарка или Кристину, и в Берне — господина Олсера, продавца птиц на Блюменштрассе, а к кому мне припасть здесь?! Ведь я даже не знаю адреса Сашеньки и сына! Да и дома ли они?!— «Отчаяние»

### Испанцы

#### Клаудиа
Любовница Штирлица, впервые появляется в книге «Испанский вариант». Затем прилетает к нему в Южную Америку, чтобы помочь ему в качестве связника, но её перехватывает испанский резидент, Клаудиа погибает, не желая выдавать Штирлица. У неё были ярко-зелёные глаза, из-за чего Штирлиц называл её «Ящерка».

#### Полковник Эронимо
Сотрудник Испанских спецслужб, близкий друг Роумэна, помогал ему в отслеживании контактов Кристины Кристиансен.

## Реально существовавшие

### Нацистская Германия
Публицист Валерий Лебедев обращает внимание на то, что в фильме Татьяны Лиозновой «Семнадцать мгновений весны» присутствует много кинохроники времён нацизма, и в нём для создания как бы документальности все актёры подобраны с портретным сходством (плюс работа гримёра) со своими прототипами. Немецкий актёр Фриц Диц очень похож на Гитлера, Николай Прокопович — на Гиммлера, Визбор — на Бормана, Михаил Жарковский на Кальтенбруннера, Василий Лановой — на генерала СС Карла Вольфа. Есть сходство между Табаковым и его героем Шелленбергом.

#### Борман, Мартин
Борман — скорее эпизодический персонаж Семёнова, однако в его книжной биографии имеются значительные отличия от биографии официальной, так как факт гибели Бормана 1 мая 1945 г. в Берлине был окончательно установлен только после смерти Семёнова. Например, согласно роману «Приказано выжить», Борман не погибает, а спасается, уйдя вместе с Мюллером на подводной лодке в Южную Америку. Кроме того, Гитлер не сам совершает самоубийство, а его убивает Борман, увидев, что фюрер не в состоянии сделать это сам.

#### Вольф, Карл
Карл Вольф ведёт сепаратные переговоры с Алленом Даллесом, но благодаря Штирлицу переговоры сорваны. Вольф возвращается в Берлин. Снова Вольф появляется в публицистической книге Семёнова «В поисках Янтарной комнаты».

#### Мюллер, Генрих
Генрих Мюллер участвует в романах «Семнадцать мгновений весны», «Приказано выжить», «Экспансия». Он предстаёт достойным противником, умным и сильным, именно он сумел разоблачить Штирлица («Приказано выжить»). В телефильме его сыграл Леонид Броневой. Под руководством Мюллера работали другие персонажи Семёнова — Рольф, Айсман, Холтофф. Поскольку о том, что случилось с реальным Мюллером после войны, известно мало, Семёнов представляет альтернативный вариант — во время взятия Берлина Мюллер и Борман бежали из окружённого города в Южную Америку. Впоследствии Мюллер был арестован Штирлицем и Роумэном, дальнейшая судьба, после расставания Роумэна (который охранял пленного) и Штирлица (который отправился в советское консульство и не вернулся), неизвестна («Экспансия — III»).
Несмотря на сходство всех остальных персонажей с их историческими подлинниками, только лишь между Мюллером и блестяще исполнившим его роль Леонидом Броневым оно отсутствует. Фильм курировали консультанты из КГБ, они же предоставили фотографии всех исторических персонажей фильма. Всех — кроме Мюллера. Как выглядел Мюллер, никто не знал, даже режиссёр Лиознова и, возможно, даже автор сценария Юлиан Семёнов, хотя он был своим человеком в кабинетах КГБ. Броневой вспоминал: «Архивный портрет моего героя Генриха Мюллера мне так и не показали. Я до сих пор понятия не имею, как он выглядит. Я играл роль по-написанному, так, как было в сценарии, чисто интуитивно».
После выхода осенью 1973 года телефильма «Семнадцать мгновений весны» Мюллер, по словам Михаила Веллера, вдруг стал любимым героем советского народа. Картина снималась в течение трёх лет, и потом, посмотрев её целиком, Броневой обнаружил, что роль у него там совсем небольшая. Она состояла всего лишь из нескольких эпизодов: проход по коридору, фразы по телефону, несколько незначительных реплик и только в последних сериях два больших монолога. И тем не менее шеф гестапо группенфюрер СС Мюллер в исполнении Броневого получился удивительно ярким, умным, хитрым, достойным партнером супергероя Штирлица. Зритель это почувствовал сразу, и среди всех героев главные симпатии получили двое — Штирлиц Тихонова и Мюллер Броневого. Они же стали героями многочисленных анекдотов, главным образом остроумных и доброжелательных. Как отмечает киновед Ромил Соболев, в телефильме «Семнадцать мгновений весны» нет плохих актёров, но Мюллер Броневого, по мнению Соболева, получился особенно удачным, даже несмотря на то, что где-то он актёрски даже слишком «обытовлен», «оводевилен», так что порой утрачивается его суть, его должность — главы гестапо.

#### Шелленберг, Вальтер
Начальник «СД-Заграница» Шелленберг является непосредственным начальником Штирлица в РСХА, именно он предлагает Гиммлеру идею сепаратных переговоров («Семнадцать мгновений весны»). Ключевая роль Шелленберга в переговорах Вольфа, как она описана Ю. Семёновым, не подтверждается (см. Операция «Санрайз»).

### США

#### Даллес, Аллен
Руководитель швейцарской резидентуры УСС Даллес ведёт сепаратные переговоры с Карлом Вольфом, которые Штирлицу удаётся сорвать («17 мгновений весны»). Затем он помогает генералу Гелену создать свою организацию («Приказано выжить»). Впоследствии он и его люди всячески мешали Штирлицу и Роумэну, поскольку те могли сорвать работу Гелена, что не устраивало Даллеса. Семёнов приводит мысли Даллеса, приоткрывает его внутренний мир, что часто делал с реально существующими персонажами (Гиммлер, например). По Семёнову, Даллес любит китайскую поэзию. В телефильме его роль исполняет Вячеслав Шалевич.